# Comportament electoral
El comportament electoral és una forma de comportament polític i de participació política que consisteix a elegir entre diferents opcions en unes eleccions. Les primeres teories empíriques sobre el comportament electoral es van plantejar a mitjans del segle vint. El model de Colúmbia va proposar la teoria del vot automàtic, segons el qual la posició social de l'individu determina el seu vot. Seguidament, es va plantejar el model de Michigan, que té en compte la interpretació que l'individu fa sobre la seva posició social i a partir d'això el vincle afectiu que crea amb un partit polític. Més endavant, es va proposar el Model de Downs, que es basa en un càlcul de costos-beneficis per a decidir el vot. El model de vot econòmic va ser una derivació d'aquest, que té en compte la situació econòmica personal, social, passada i futura. S'han desenvolupat més models que expliquen el comportament electoral.